# Trofeo Vicente Acebedo
El Trofeo Vicente Acebedo es un premio que entrega anualmente la Real Federación Española de Fútbol (RFEF) a los mejores árbitros y asistentes de cada temporada en la Primera y Segunda División de España.
El trofeo fue creado en 2008, a propuesta de Victoriano Sánchez Arminio, presidente del Comité Técnico de Árbitros (CTA) de RFEF, tomando el nombre de Vicente Acebedo, que fue vicepresidente de dicho organismo y miembro del Comisionado de la FIFA para el estudio de las reglas de juego.

## Palmarés

### Primera División
| Temporada | Árbitro                            | Asistente                      |
| --------- | ---------------------------------- | ------------------------------ |
| 2007-08   | Manuel Enrique Mejuto González     | Juan Carlos Yuste Jiménez      |
| 2008-09   | Alberto Undiano Mallenco           | Jesús Calvo Guardamuro         |
| 2009-10   | Alberto Undiano Mallenco (2)       | Fermín Martínez Ibáñez         |
| 2010-11   | Carlos Velasco Carballo            | Roberto Alonso Fernández       |
| 2011-12   | David Fernández Borbalán           | Raúl Cabañero Martínez         |
| 2012-13   | Carlos Clos Gómez                  | Javier Aguilar Rodríguez       |
| 2013-14   | Antonio Miguel Mateu Lahoz         | Pau Cebrián Devís              |
| 2014-15   | José Luis González González        | José María Sánchez Santos      |
| 2015-16   | Carlos del Cerro Grande            | Roberto Díaz Pérez del Palomar |
| 2016-17   | Alejandro José Hernández Hernández | Teodoro Sobrino Magán          |
| 2017-18   | Jesús Gil Manzano                  | Diego Barbero Sevilla          |
| 2018-19   | Xavier Estrada Fernández           | Jon Núñez Fernández            |
| 2019-20   | José María Sánchez Martínez        | Alfonso Baena Espejo           |
| 2020-21   | Antonio Miguel Mateu Lahoz (2)     | Pau Cebrián Devís (2)          |
| 2021-22   | Ricardo de Burgos Bengoetxea       | Diego Sánchez Rojo             |
| 2022-23   | Jose Luis Munuera Montero          | Iñigo Prieto Lopez de Ceraín   |
| 2023-24   | César Soto Grado                   | Carlos Alvárez Fernández       |

### Segunda División
| Temporada | Árbitro                            | Asistente                                  |
| --------- | ---------------------------------- | ------------------------------------------ |
| 2007-08   | Antonio Miguel Mateu Lahoz         | Rómulo Álvarez Zárate                      |
| 2008-09   | José Luis González González        | Ignacio Rubio Palomino                     |
| 2009-10   | José Antonio Teixeira Vitienes     | Pau Cebrián Devis                          |
| 2010-11   | Pedro Jesús Pérez Montero          | Francisco Javier Martín García             |
| 2011-12   | Alejandro José Hernández Hernández | Abrahám Álvarez Cantón                     |
| 2012-13   | Juan Martínez Munuera              | Francisco Javier García Sabuco             |
| 2013-14   | Mario Melero López                 | Jorge Bueno Mateo                          |
| 2014-15   | José María Sánchez Martínez        | Javier Martínez Nicolás                    |
| 2015-16   | José Luis Munuera Montero          | José Carlos Escuela Melo                   |
| 2016-17   | Pablo González Fuertes             | Iván Hernández Ramos                       |
| 2017-18   | Adrián Cordero Vega                | Antonio L. Cerezo Parfenof                 |
| 2018-19   | César Soto Grado                   | Diego Sánchez Rojo                         |
| 2019-20   | Jorge Figueroa Vázquez             | Rubén Porras Rico                          |
| 2020-21   | Alejandro Muñiz Ruiz               | Alejandro Estévez Iglesias                 |
| 2021-22   | Juan Luis Pulido Santana           | Fabian Blanco Rodríguez                    |
| 2022-23   | Francisco José Hernández Maeso     | Asier Pérez de Mendiola González de Durana |
| 2023-24   | Alejandro Quintero González        | Rubén Becerril Gómez                       |

### Primera División Femenina
| Temporada | Árbitro                        | Asistente                       |
| --------- | ------------------------------ | ------------------------------- |
| 2017-18   | Marta Huerta de Aza            | Rocío Puente Pino               |
| 2018-19   | Marta Frías Acedo              | Silvia Fernández Pérez          |
| 2019-20   | Ainara Andrea Acevedo Dudley   | Eliana Fernández González       |
| 2020-21   | María Dolores Martínez Madrona | Matilde Estévez-García Biajakue |

### Comités de árbitros premiados 1º División[2]
| Trofeos | Comité de Arbitraje |
| ------- | --- |
| 2       | Colegio de Madrid Colegio de Navarra Colegio de Valencia Colegio de Andalucía |
| 1       | Colegio de Asturias Colegio de las Islas Canarias Colegio de Castilla y León Colegio de Aragón Colegio de Extremadura Colegio de Cataluña Colegio de Murcia Colegio del País Vasco Colegio de La Rioja |